# تلمبه آقاگل
تلمبه آقاگل یک منطقهٔ مسکونی در ایران است که در دهستان ریزآب واقع شده‌است. تلمبه آقاگل ۵۰ نفر جمعیت دارد.